# المنجد (كراع النمل)
المُنَجَّد، بفتح النون وتشديد الجيم وفتحها، هو اسم مشهور لمعجم "المُنجَّد في اللغة" من تأليف علي بن الحسن الهنائي المعروف والمشهور بـ كراع النمل، متوفى سنة 309-310هـ، وقد نُشر الكتاب بعدة طبعات حديثة أشهرها من نشر عالم الكتب؛ وتحقيق الدكتور أحمد مختار عمر والدكتور ضاحي عبد الباقي، وهناك معاجم أخرى تسمت أيضاً باسم المنجد تيمناً بهذا المعجم، وأحد هذه المعاجم المنجد في اللغة والأعلام من تأليف لويس معلوف.

## خلفية
المنجد في اللغة كتاب من كتب اللغة، وهو أقدم كتاب شاملٍ يصِلُنا في موضوع المشتَرَكِ اللفظيّ لعلي بن الحسن الهُنائي الأزدي، أبو الحسن الملقب بـ «كراع النمل» (ت بعد 309 هـ)، يعالج المعجم الكلمات التي تحمل أكثر من معنى، سواء كان المعنيان متضادين أوْ لا. وقد سبق كراع النمل في هذا كثيرون، منهم: الأصمعي، وأبو عبيد، والبَزِيدي، وأبو العَمَيْثل، والمُبَرِّد. وأقدمُ كتابٍ وَصَلنا في هذا الموضوع هو كتاب أبى عُبَيد، ويليه كتاب أبى العَمَيثل ثم كتاب المُبَرِّد. أما كتابا الأصمعي واليزيدي فقد فُقِدا، وإن كان السيوطي في المزْهِر قد حفظ لنا نماذج من كتاب الأصمعي.

## فهرس
عرفه المؤلف بأنه: كتابٌ ألفته فيما اجتمعت عليه الخاصة والعامة من الألفاظ التي عمت مرائيها وخصت معانيها، وجعلته ستة أبواب:
- فالباب الأول منها: في ذكر أعضاءِ البَدَن من الرَّأسِ إلى القَدَم
- والباب الثاني: في ذكر صنوف الحيوان: من الناس والسباع والبهائم والهوام
- والباب الثالث: في ذكر الطير: الصوائد منها، والبغاث، وغير ذلك
- والباب الرابع: في ذكر السلاح وما قاربه
- والباب الخامس: في ذكر السماء وما يليها
- والباب السادس: في ذكر الأرض وما عليها. وفي هذا الباب ثمانية وعشرون فصلا على عدد حروف الهجاء من الألف إلى الياء. وأثبت في كل باب منها ما قصدت له من الحروف المتشابهة بأجناسها، وما يسنح من الشواهد عليها مما تكون فيه الدلالة، دون الإكثار والإطالة.

## عن المؤلف
كُرَاع النَّمْل (٠٠٠ - بعد 309 هـ = ٠٠٠ - بعد 921م) عالم بالعربية. مصري من رجال القرن الرابع الهجري هو أبو الحسن علي بن الحسن الهنائي المشهور بكراع، أو كراع النمل، ويمثل المدرسة الكوفية وإن كان صاحب "إنباه الرواة" قد عده من رجال المذهبين وإن كان إلى قول البصريين أميل. لقب «كراع النمل» لقصره، أو لدمامته. له كتب، منها «المنضد» في اللغة، و«المنتخب المجرد - خ» مختصره، في دار الكتب و«المنجد - خ» [ثم طُبع] رتبه على ستة أبواب في أعضاء البدن وأصناف الحيوان والطير والسلاح والسماء والأرض، و«أمثلة غريب اللغة» و«المصحّف» و«المنظم» و«الأوزان». قال عنه ياقوت: «وجدت خطه على «المنضد» من تصنيفه، وقد كتبه في سنة سبع وثلاثمائة، ذكره محمد بن إسحاق النديم، فقال: هو من أهل مصر، وكان كوفيا، وأخذ عن البصريين، ويعرف بالرواسي، قبيلة من الأزد، وكتبه موجودة في مصر مرغوب فيها، وله كتاب «المنضد» أورد فيه لغة كثيرة، مستعملة وحوشية، ورتبه على حروف المعجم، ثم اختصره في كتاب «المجرد»، ثم اختصره في كتاب «المنجد»، وله كتاب «أمثلة الغريب على أوزان الأفعال»، يورد فيه غريب اللغة، وكتاب «المصحف» وكتاب «المنظم»».

## قيمة الكتاب
على الرغم من صُعوبةِ نظامِه النِّسبِيَّة. فإنّ له قيمةً كبيرةً تتمثَّلُ فيما يأتي:
- أنه أقدم كتاب شاملٍٍ يصِلُنا في موضوع المشتَرَكِ اللفظيّ؛ إذ يحتوي على قرابة تسعمائة كلمة، في حين يحتوي كتاب أبي عُبيْدٍ على حوالي ١٥٠ كلمة، وكتاب أبي العَمَيثل على حوالي ٣٠٠ كلمة.
- أنَّه أولُ كتابٍ من نوعه تبدو فيه روحُ النظام، وبخاصة في قسميه الأوّل والسادس. فعلى الرغم من أنْ القسمَ الأول من الكتاب لم يُرَتَّبْ هجائِيَّا، فأنت تلمحُ فيه نوعًا من الترتيب المتمثّل في البدءِ بأجزاء أعلى البدن، ثم النزول شيئًا فشيئًا حتى يصل إلى القدمين، أما القسم السادس فمرتب ترتيبًا هجائيًا كما سبق أن ذكرنا.
- أنه من أوائل كتب اللغة التي طَبَّقت نظام الترتيب الهجائي في عرض الكلمات، وبذا فتحت مجالًا أمام أصحابِ المعاجم ليتركوا نظام الخليل الصوتي.
- أنه من أوائل الكتب -إن لم يكن أولها- التى راعت في ترتيب المادةِ اللُّغَوية صورةَ الكلمة التي تنطق عليها لا جِذْرَها. ويبدو أنَّ هذه الطريقة لاقت رواجًا في القرن الرابع، إذ نجد السجستاني يتبعها في "غريب القرآن" كما نجد أن ابن وَلاّد يتبعها في "المقصور والممدود".
- أنه من أوائل الكتب -إن لم يكن أولها- التى روعي في ترتيبها ثواني الكلمات كذلك.
- إن كثيرًا من مادته اللغوية مأخوذ من مراجع قديمة لم تصل إلينا، ولذا يُعَدُّ كتاب كراعٍ أقدم كتاب يحويها. ويفسير هذا كثرة ما روى في كتب اللغة منسوبًا إلى كُراع وَحْدَه، كقول ابن مَنْظور: "الجَنِيبة: صوفُ الثنيّ عن كراع وحده" وقوله: "قال كُراع: بَهْراءُ ممدودةً: قبيلةٌ، وقد تُقْصَر. قال ابنُ سيده: لا أعلم أحدًا حكى فيه القَصْرَ إلا هو".
- أنه يحتوي على مجموعة لا بأسَ بها من التَّعبيرات المحليَّة، وبخاصّةٍ تلك المنسوبة للجَنُوب العربيّ، ولمِصر.

## الطبعات
- حققه أحمد مختار عمر وضاحي عبد الباقي، ونشر عالم الكتب الطبعة الأولى من تحقيقهما سنة 1976م، والثانية 1988م،[9] وكلتاهما نشرتا في القاهرة.

## روابط خارجية
- المنجد في اللغة - المكتبة الوقفية